# Gyermek- és családi mesék
A Gyermek- és családi mesék (németül: Kinder- und Hausmärchen) Jacob és Wilhelm Grimm 1812 és 1857 között megjelent népmesegyűjteménye, a világ egyik legismertebb mesegyűjteménye, melyet az UNESCO 2005-ben a világörökség részévé nyilvánított. A benne foglalt történeteket rengetegszer dolgozták és dolgozzák fel máig a filmművészetben, színházban, zenében egyaránt, többek között Walt Disney is filmesített és merített a gyűjteményből. A német romantika egyik jelentős alkotása, olyan közismert meséket tartalmaz, mint a Jancsi és Juliska, Hófehérke, Hamupipőke és még rengeteg olyan német népmesét, melyek addig szájhagyomány útján terjedtek, és a Grimm testvérek tettek híressé. A Grimm testvérek voltak az elsők, akik arra törekedtek, hogy a történetek eredeti, népies nyelven legyenek leírva. A gyűjteményben szinte az összes meseműfaj fellelhető: tündérmese, fabula, állatmese, tréfás mese, találós mese egyaránt.

## Kiadástörténet
Az első kiadás két részből állt, 1812-ben jelent meg az első, 86 történetet tartalmazva, a második 1815-ben, 70 történetet foglalva magába. A harmadik kiadás 1837-ben jelent meg, a negyedik 1840-ben, az ötödik 1843-ban, a hatodik 1850-ben és a hetedik, végső pedig 1857-ben. Az utolsó, 1857-es kiadás 211 mesét tartalmazott. Ezt az 1857-es végső kiadást fordította aztán le először szöveghűen Adamik Lajos és Márton László 1989-ben. Az első kiadásokat sok kritika érte, mivel elvileg gyermekmeséket tartalmaztak, mégis sokszor előfordultak bennük olyan dolgok, amiket nem a gyerekeknek szántak: például szexuális utalások vagy véres kegyetlenségek. Sok változtatáson mentek át a kiadások, a Grimm testvérek sok dolgon változtattak, enyhítettek. Például Hófehérke, valamint Jancsi és Juliska gonosztevője az első kiadásban a vér szerinti anyjuk volt, ezt a következő kiadásokban már mostohára változtatták a fivérek, vagy Rapunzel meséjében az első kiadásban szereplő szexuális utalásokat kivették. De sok kegyetlen, erőszakos elem a mesékben maradt, különösen, ha a gonosz büntetéséről volt szó.
1825-ben a testvérek kiadtak gyerek olvasók számára egy 50 mesét tartalmazó kötetet Kleine Ausgabe (Kis kiadás) címmel. Ez a gyerekváltozat még 10-szer került kiadásra 1825 és 1858 között.

## Magyar kiadások és fordítások
Nagyon sokáig a Grimm-meséknek nem volt szöveghű magyar fordítása. A történeteket sokszor felvizezték, sok momentumot kihagytak belőlük, így 1989-ig igazából átdolgozásokról beszélhetünk.
Karády Ignác Regék. Nagyobb gyermekek számára című kötetét 1847-ben adták ki, melyben különböző német mesegyűjteményekből válogatott meséket és fordított magyarra, többek között a Grimm fivérek könyvéből is.
Az első fontos kiadás először 1861-ben jelent meg Nagy István fordításában, Gyermek- és házi regék címmel, két kötetben, mely 50 mesét tartalmazott.
A 20. század elején Benedek Elek ültetett át néhány mesét magyarra, és jelentetett meg A Grimm testvérek összegyűjtött meséi címmel. Sok magyar népmesei szófordulattal tűzdelte meg a meséket.
Az 1950-es években Rónay György 50 mesét fordított, illetve dolgozott át. 1959-ben Urbán Eszter tolmácsolásában 25 mese jelent meg a Ligetszépe című kötetben.
Az első teljes szöveghű magyar Grimm-fordítás 1989-ben jelent meg Gyermek- és családi mesék címmel a Magvető Könyvkiadónál, Márton László és Adamik Lajos fordításában. Ez volt az első olyan magyar fordítás, amelynél a szöveghűségre törekedtek a fordítók, így azokat a meséket, amelyek német tájnyelven íródtak, magyar tájnyelven fordították le. Így Hófehérke Hófejírke, Piroska pedig Pirosbúbocska címmel szerepel.

## Hatása
A Gyermek- és családi mesék hatására sok országban elkezdtek népmesegyűjtéssel foglalkozni. Az oroszoknál Alekszander Afanaszjev, a norvégoknál Peter Christen Asbjørnsen és Jørgen Moe, az angoloknál  Joseph Jacobs, az amerikaiaknál Jeremiah Curtin, a magyaroknál pedig Benedek Elek és Arany László kezdtek népmesegyűjtéssel foglalkozni.

## AGyermek- és családi mesékben szereplő történetek Adamik Lajos ésMárton Lászlófordítása alapján
| - Békakirály és Vashenrik (Der Froschkönig oder der eiserne Heinrich) - Macska-egér barátság (Katze und Maus in Gesellschaft) - Mária gyermeke (Marienkind) - Mese a fiúról, aki világgá ment, hogy megtanuljon félni (Märchen von einem, der auszog das Fürchten zu lernen) - A farkas és a hét kecskegida (Der Wolf und die sieben jungen Geißlein) - A hűséges János (Der treue Johannes) - A jó vásár (Der gute Handel) - A furcsa hegedűs (Der wunderliche Spielmann) - Tizenkét fivér (Die zwölf Brüder) - Bitang csőcselék (Das Lumpengesindel) - Bátyácska és húgocska (Brüderchen und Schwesterchen) - Raponc (Rapunzel) - A három erdei emberke (Die drei Männlein im Walde) - A három fonóasszony (Die drei Spinnerinnen) - Jánoska és Margitka (Hansel und Gretel) - A kígyó három levele (Die drei Schlangenblätter) - A fehér kígyó (Die weiße Schlange) - Szalmaszál, parázs és babszem (Strohhalm, Kohle und Bohne) - A halászrúl és az ű feleségirűl (Von dem Fischer und seiner Frau) - A bátor szabócska (Das tapfere Schneiderlein) - Hamupipőke (Aschenputtel) - A rejtvény - Az egérkéről, a madárról és a kolbászról (Von dem Mäuschen, Vögelchen und der Bratwurst) - Holle asszony (Frau Holle) - A hét holló (Die sieben Raben) - Pirosbúbocska (Rotkäppchen) - A brémai városi zenészek (Die Bremer Stadtmusikanten) - Az éneklő csont (Der singende Knochen) - Az ördög s az ő három arany hajaszála (Der Teufel mit den drei goldenen Haaren) - Tetvecske és bolhácska (Läuschen und Flöhchen) - A levágott kezű leány (Das Mädchen ohne Hände) - Okos Jancsi (Der gescheite Hans) - A háromféle nyelv (Die drei Sprachen) - Az okos Elza (Die kluge Else) - A szabó a mennyben (Der Schneider im Himmel) - Terüljasztalka, Aranyszamár és Bujjkibunkó (Tischchen deck dich, Goldesel und Knüppel aus dem Sack) - Hüvelyknőc (Daumling) - Rókáné menyegzője (Die Hochzeit der Frau Füchsin) - A prikulicsok (de említik A Pirkulicsok néven is) (Die Wichtelmänner) - A haramia-vőlegény (Der Räuberbräutigam) - Kosarasi úr (Herr Korbes) - Komám uram - Boszorák (Frau Trude) - Akinek a halál volt a keresztapja (Der Gevatter Tod) - Hüvelyktyű vándorútja (Daumerlings Wanderschaft) - Ficseri-madár (Fitchers Vogel) - Az gyalog fenyűrűl (Von dem Machandelboom) - Az öreg Szultán (Der alte Sultan) - A hat hattyú (Die sechs Schwäne) - Csipkerózsika (Dornröschen) - Lelencfiók (Fundevogel) - Rigócsőr király (König Drosselbart) - Hófejírke (Schneewittchen) - A tarisznya a sipka, meg a sípocska (Der Ranzen, das Hütlein und das Hörnlein) - Koppciherci (Rumpelstilzchen) - Kedves Roland (Der Liebste Roland) - Az aranymadár (Der goldene Vogel) - A kutya meg a veréb (Der Hund und der Sperling) - A Fergyó meg a Katóca (Der Frieder und das Katherlieschen) - A két testvér (Die zwei Brüder) - Fődi (Das Bürle) - A méhkirálynő (Die Bienenkönigin) - A három toll (Die drei Federn) - Az aranylúd (Die goldene Gans) - Gereznabarka (Allerleirauh) - A nyulacskának az ő arája (Häschenbraut) - A tizenkét vadász (Die zwölf Jäger) - A zsibtolvajról meg az ő mesteréről (De Gaudeif un sien Meester) - Jorinde és Joringel (Jorinde und Joringel) - Három szerencsések (Die drei Glückskinder) - Hatan megbirkóznak az egész világgal (Sechse kommen durch die ganze Welt) - A farkas és az ember (Der Wolf und der Mensch) - A farkas meg a róka (Der Wolf und der Fuchs) - A róka meg a komaasszony (Der Fuchs und die Frau Gevatterin) - A róka meg a macska (Der Fuchs und die Katze) - A szegfű (Die Nelke) - Eszes Marcsa (Die kluge Gretel) - Öregapó meg az unokája (Der alte Großvater und der Enkel) - A vízitündér (Die Wassernixe) - A tyúkocska halálról (Von dem Tode des Hühnchens) - Vidám Koma (Bruder Lustig) - Kártyás Janó (De Spielhansl) - Szerencsefi János (Hans im Glück) - János nősül (Hans heiratet) - A két aranygyermek (Die Goldkinder) - A róka meg a ludak (Der Fuchs und die Gänse) - A szegényember meg a gazdag (Der Arme und der Reiche) - A daloló, szökellő süsetekmadár (Das singende springende Löweneckerchen) - A libapásztorlány (Die Gänsemagd) - Az ifjú óriás (Der junge Riese) - Az föld béli emberkéről (Dat Erdmänneken) - Az aranyhegy királya (Der König vom goldenen Berg) - Hollólány (Die Raben) - Az okos parasztlány (Die kluge Bauerntochter) - Az öreg Hildebrand (Der alte Hildebrand) - Az három madárkárúl (De drei Vügelkens) - Az élet vize (Das Wasser des Lebens) - Mindentudó Doktor (Doktor Allwissend) - A palackba zárt szellem (Der Geist im Glas) - Az ördög kormos komája (Des Teufels rußiger Bruder) | - Medvebundás (Bärenhäuter) - A sövénykirály és a medve (Der Zaunkönig und der Bär) - Az édes kása (Der süße Brei) - Eszesék (Die klugen Leute) - Békamesék (Märchen von der Unke) - A szegény molnárlegény meg a cica (Der arme Müllersbursch und das Kätzchen) - A két vándor (Die beiden Wanderer) - Sünöm János (Hans mein Igel) - A halotti ingecske (Das Totenhemdchen) - Tüske fogta zsidó (Der Jude im Dorn) - A tanult vadász (Der gelernte Jäger) - Az égből jött cséphadaró (Der Dreschflegel vom Himmel) - Az keráloknak két gyermekekrűl (Die beiden Königskinder) - Az okos szabócskáról (vom klugen Schneiderlein) - A fényes Nap majd földeríti (Die klare Sonne bringt's an den Tag) - A kék mécses (Das blaue Licht) - A makacs gyermek (Das eigensinnige Kind) - A három felcser (Die drei Feldscherer) - Hét hős svábok (Die sieben Schwaben) - A három iparoslegény (Die drei Handwerksburschen) - A királyfi, aki nem ismerte a félelmet (Der Königssohn, der sich vor nichts fürchtete) - A leveli szamár (Der Krautesel) - Erdei anyó (Die alte im Wald) - A három fivér (Die drei Brüder) - Az ördög meg az öreganyja (Der Teufel und seine Großmutter) - A hű valamint a hűtlen két Ferenándrúl (Ferenand getrü und Ferenand ungetrü) - A vaskályha (Der Eisenofen) - A lusta fonóasszony (Die faule Spinnerin) - A négy nagy tudományú fivér (Die vier kunstreichen Brüder) - Egyszemke, kétszemke és háromszemke (Einäuglein, Zweiäuglein und Dreiäuglein) - Szép Katrinelje és Dirr-Durr Dörregi (Die schöne Katrinelje und Pif Paf Poltrie) - A róka meg a ló (Der Fuchs und das Pferd) - A széttáncolt cipellők (Die zertanzten Schuhe) - A hat szolga (Die sechs Diener) - Füstmenyasszony, Hómenyasszony (Die weiße und die schwarze Braut) - Vasjános (Eisenhans) - A három fekete királykisasszonykárúl (De drei schwatten Prinzessinnen) - Knóistrúl meg az ő három fiárúl (Knoist un sine dre Sühne) - A Brákelbűl való leányka (Dat Mäken von Brakel) - Cselédnépség (Das Hausgesinde) - Bárányka és Halacska (Das Lämmchen und das Fischchen) - Szimelihegy (Simeliberg) - Az vándor-útra való el-indulásrúl (Up Reisen gohn) - Szamaracska (Das Eselein) - A hálátlan fiú (Der undankbare Sohn) - A répa (Die Rübe) - A tűzönifjult apóka (Das junggeglühte Männlein) - Az Úr jószága meg az ördögé (Des Herrn und des Teufels Getier) - A kakasgerenda (Der Hahnenbalken) - Az öreg koldusanyó (Die alte Bettelfrau) - A három lusta (Die drei Faulen) - Tizenkét lusta szolga (Die zwölf faulen Knechte) - A pásztorfiúcska (Das Hirtenbüblein) - A csillagtallérok (Die Sterntaler) - Az ellopott krajcár (Der gestohlene Heller) - A mátkanéző (Die Brautschau) - A csiszladékok (Die Schlickerlinge) - A veréb és az ő négy fia (Der Sperling und seine vier Kinder) - Mese a lepénylesők országáról (Das Märchen vom Schlaraffenland) - Dietmarscheni füllentős (Das dietmarsische Lügenmärchen) - Találós mese (Rätselmärchen) - Hófehérke és Rózsapiros (Schneeweißchen und Rosenrot) - Az okos szolga (Der kluge Knecht) - Az üvegkoporsó (Der gläserne Sarg) - Lusta hencsi (Der faule Heinz) - A griffmadár (Der Vogel Greif) - Erős Jankó (Der starke Hans) - A pógár a mennyben (Das Bürli im Himmel) - Ösztövér bözsi (Die hagere Liese) - Az erdei ház (Das Waldhaus) - Jóban-rosszban osztozni (Lieb und Leid teilen) - A királyka (Der Zaunkönig) - A nyelvhal (Die Scholle) - Bölömbika és Búbos banka (Rohrdommel und Wiedehopf) - A bagoly (Die Eule) - A hold (Der Mond) - Az élet határa (Die Lebenszeit) - A halál hírnökei (Die Boten des Todes) - Dikics mester (Meister Pfriem) - A libapásztorlány a kútnál (Die Gänsehirtin am Brunnen) - Éva más-másrendű gyermekei (Die ungleichen Kinder Evas) - A tó tündére (Die Nixe im Teich) - A picinyek ajándéka (Die Geschenke des kleinen Volkes) - A szabó és az óriás (Der Riese und der Schneider) - A patkószeg (Der Nagel) - A szegény fiú sírja (Der arme Junge im Grab) - Az igazi menyasszony (Die wahre Brau) - A nyúl meg a sün (Der Hase und der Igel) - Az orsó, a vetélő és a tű (Spindel, Weberschiffchen und Nadel) - A paraszt és az ördög (Der Bauer und der Teufel) - Morzsák az asztalról (Die Brosamen auf dem Tisch) - A tengerimalac (Das Meerhäschen) - A tolvajmester (Der Meisterdieb) - A doboslegény (Der Trommler) - A kalász (Die Kornähre) - A sírhalom (Der Grabhügel) - Vén Ringyrongy (Oll Rinkrank) - A kristálygömb (Die Kristallkugel) - Mandaléna kisasszony (Jungfrau Maleen) - A bivalybőr csizma (Der Stiefel von Büffelleder) - Az aranykulcs (Der goldene Schlüssel) |

## Az utolsó kiadásból kihagyott mesék
Az alábbi felsorolás az utolsó 1857-es kiadásból kihagyott történetek címeit tartalmazza. Ezek a mesék magyarul először Adamik Lajos és Márton László fordításában jelentek meg a Kalligram Könyvkiadónál, Az oroszlán és a béka – Ismeretlen Grimm mesék címmel, 2016-ban.
- A csalogány és a kuszma (Von der Nachtigall und der Blindschleiche)
- A levágott kéz (Die Hand mit dem Messer)
- A gyerekek, akik bölléresdit játszottak egymással (Wie Kinder Schlachtens miteinander gespielt haben)
- A halál és a lúdpásztor (Der Tod und der Gänsehirt)
- A csizmás kandúr (Der gestiefelte Kater)
- A kendő, az iszák, az ágyúkalapocska meg a kürt (Von der Serviette, dem Tornister, dem Kanonenhütlein und dem Horn)
- A különös vendégség (Die wunderliche Gasterei)
- Fajankó János (Hans Dumm)
- Kékszakáll (Blaubart)
- Hurleburlebuc (Hurleburlebutz)
- Az Okerlo (Der Okerlo)
- Egérbőr királykisasszony (Prinzessin Mäusehaut)
- Körtécske nem akar lehullani (Das Birnli will nit fallen)
- A gyilkos kastély (Das Mörderschloss)
- Az asztalos és az esztergályos (Vom Schreiner und Drechsler)
- A három nővér (Die drei Schwestern)
- Hóvirág (Schneeblume)
- János királyfiról (Vom Prinz Johannes)
- Borsószem királykisasszony (Die Prinzessin auf der Erbse)
- A szorgos és a rest (Der Faule und der Fleißige)
- Der gute Lappen
- Szent Rémület úrnő (Die heilige Frau Kummernis)
- A varjak (Die Krähen)
- Az oroszlán és a béka (Der Löwe und der Frosch)
- Der Räuber und seine Söhne
- A katona és az asztalos (Der Soldat und der Schreiner)
- A hűséges állatok (Die treuen Tiere)
- A balszerencse (Das Unglück)
- A vadember (Der wilde Mann)

## Magyarul
- Regék. Nagyobb gyermekek számára; ford. Karády Ignác, Heckenast Gusztáv, Pest, 1847
- Gyermek s házi regék. 1-2.; Grimm után Nagy István, Engel és Mandello, Pest, 1861 (Ifjúsági könyvtár)
- Regék és mesék. – Grimm regéinek felhasználásával; átdolg. Gaál Mózes, Franklin Társulat, Bp., 1895
- Grimm testvérek legszebb meséi; A magyar ifjúságnak elmeséli Baróti Lajos, Rozsnyai Károly Kiadása, Bp., 1900
- Grimm testvérek meséi; Magyarba átültette Benedek Elek, Franklin Társulat, Bp., 1904
- A legszebb Grimm mesék; ford. Mikes Lajos, ill. Geiger Richard; Athenaeum Irodalmi és Nyomdai Részv.-társ., Bp., 1905
- A legszebb Grimm mesék; ford. Dávid Margit, M. Keresk. Közlöny., Bp., 1907
- Grimm legszebb meséi; ford. Ritoók Emma, ill. Fáy Dezső; Athenaeum Kiadása., Bp., 1943
- Grimm legszebb meséi; ford. és átdolg. Rónay György, ill. Róna Emy; Ifjúsági Könyvkiadó, Bp., 1955
- Ligetszépe – Német népmesék a Grimm-testvérek gyűjtéséből; ford. Urbán Eszter, ill. Lóránt Péterné; Európa Könyvkiadó, Bp., 1959 (Népek meséi)
- Gyermek- és családi mesék; ford. Adamik Lajos és Márton László, ill. Ludwig Richter; Magvető Könyvkiadó, Bp., 1989
- Az oroszlán és a béka – Ismeretlen Grimm-mesék; ford. Adamik Lajos és Márton László, Pesti Kalligram, Bp., 2016

## Fordítás
- Ez a szócikk részben vagy egészben  a   Grimms' Fairy Tales című angol Wikipédia-szócikk fordításán alapul.  Az eredeti cikk szerkesztőit annak laptörténete sorolja fel. Ez a jelzés csupán a megfogalmazás eredetét és a szerzői jogokat jelzi, nem szolgál a cikkben szereplő információk forrásmegjelöléseként.
- Ez a szócikk részben vagy egészben  a   Grimms Märchen című német Wikipédia-szócikk fordításán alapul.  Az eredeti cikk szerkesztőit annak laptörténete sorolja fel. Ez a jelzés csupán a megfogalmazás eredetét és a szerzői jogokat jelzi, nem szolgál a cikkben szereplő információk forrásmegjelöléseként.